# Aesalus
Aesalus är ett släkte av skalbaggar som beskrevs av Fabricius 1801. Aesalus ingår i familjen ekoxbaggar.

## Bildgalleri

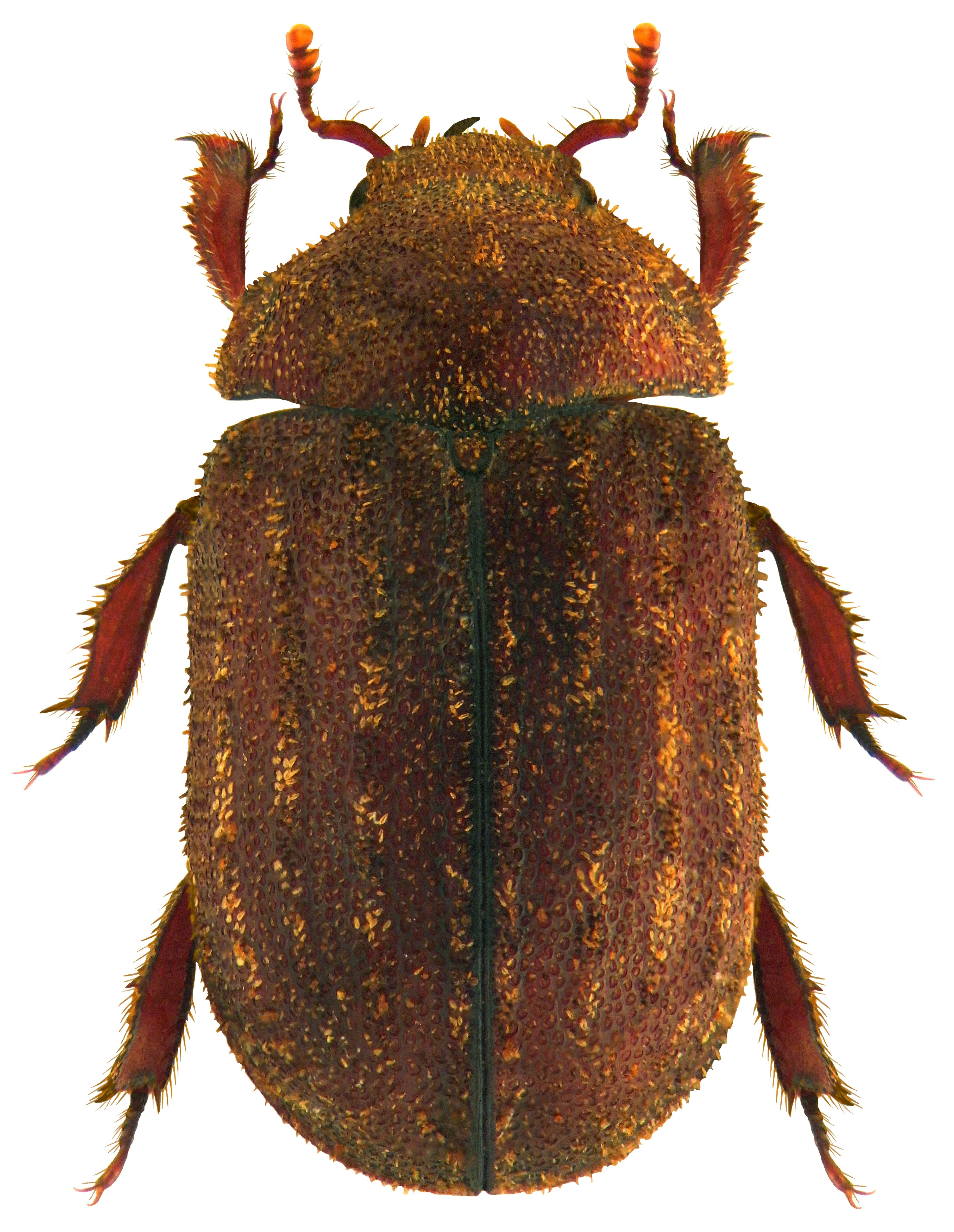
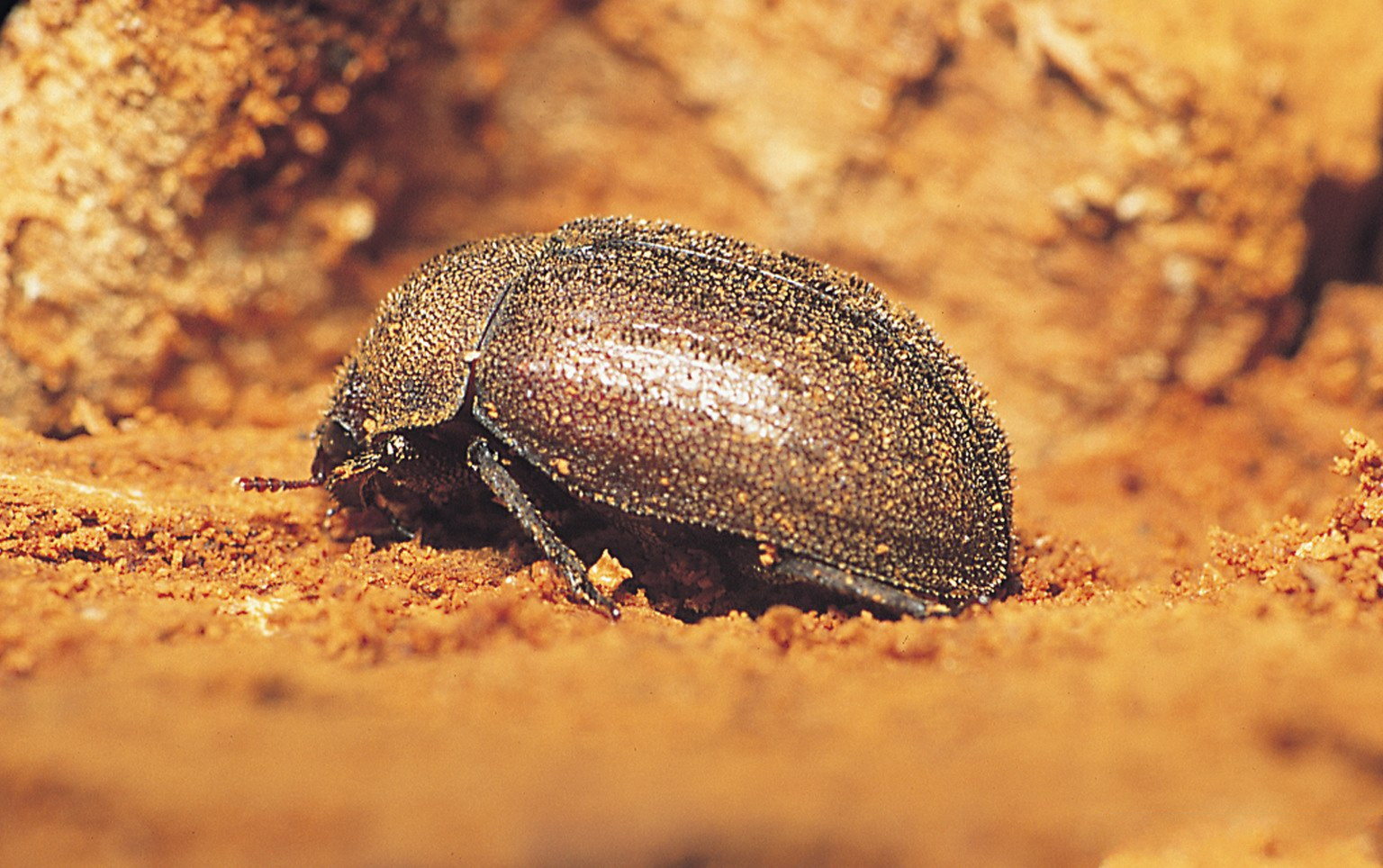
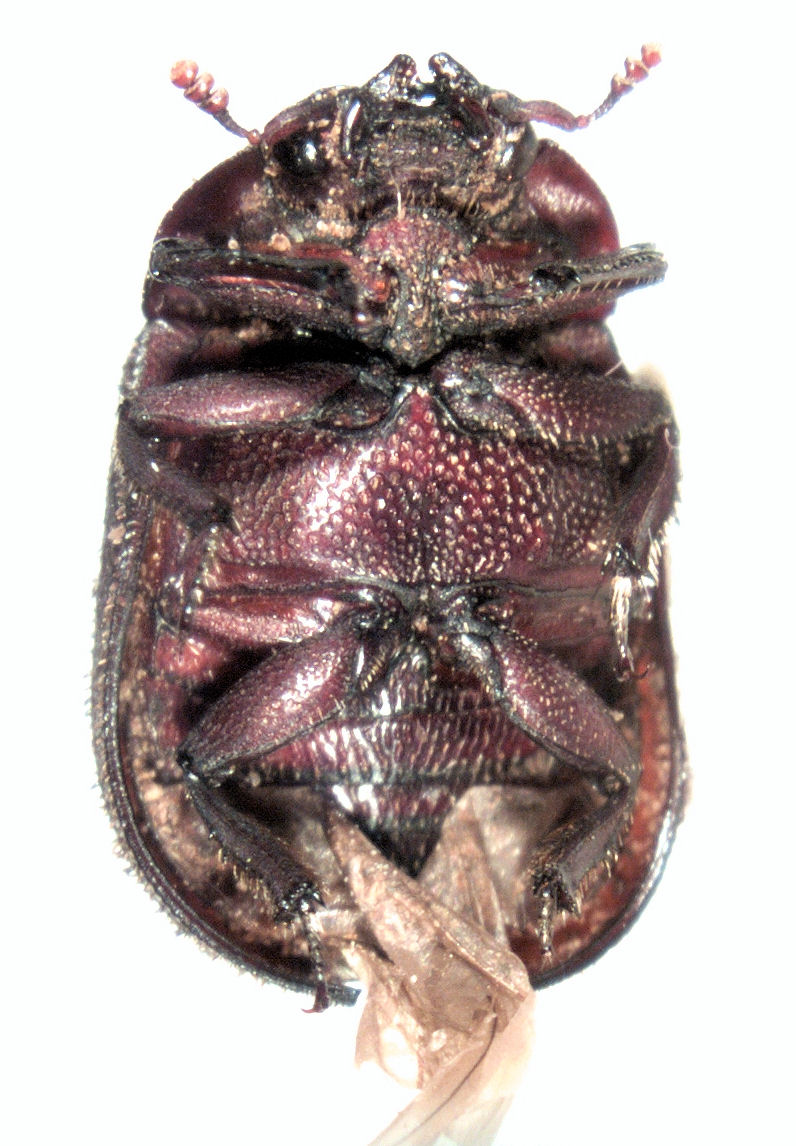
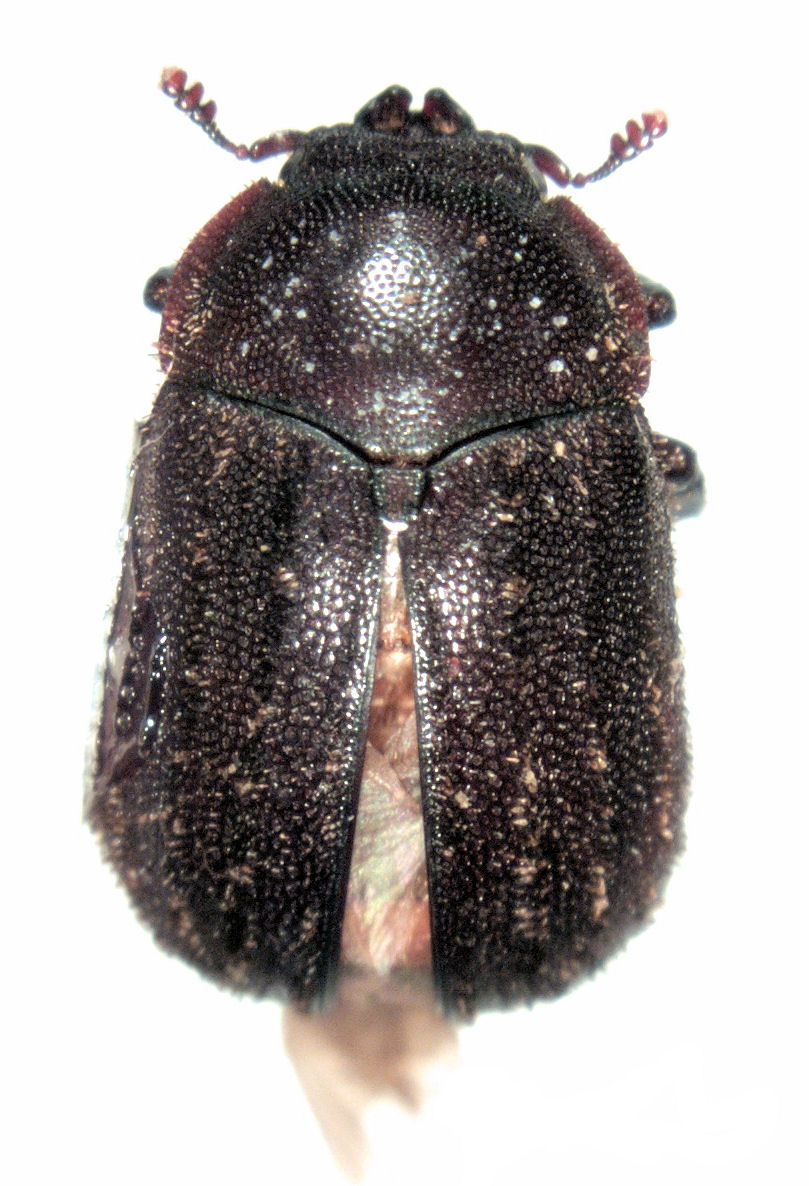
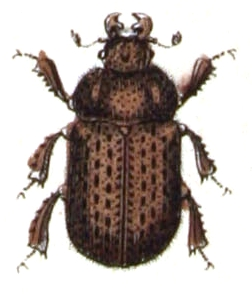